# SN 2009cq
SN 2009cq – supernowa typu II odkryta 25 marca 2009 roku w galaktyce A114650+1147. W momencie odkrycia miała maksymalną jasność 19,60m.